# 香港超級聯賽季後附加賽
香港超級聯賽季後附加賽是香港超級聯賽的季後足球賽事，其歷史要追溯至2001-02球季，賽事前身為香港亞洲冠軍聯賽資格賽。
當時亞洲足協決定將亞洲冠軍球會盃改革，並於2002-03賽季改革成為亞足聯冠軍聯賽，同時，亞洲盃賽冠軍盃將會停辦，亞洲球會級賽事因此只有亞足聯冠軍聯賽(亞洲足聯盃於2004年才舉辨)，因此香港只得一個亞洲球會級賽事的參賽席位，當時亞洲足協未有任何規定，成員屬會的聯賽冠軍或某個指定盃賽冠軍才可以擁有亞洲球會級賽事的參加資格，香港足總因此通過由應屆甲組聯賽冠軍及三項盃賽(高級組銀牌、足總盃及聯賽盃)的冠軍進行附加賽，以決定代表席位。
該屆香港甲組足球聯賽的冠軍為晨曦，而高級組銀牌、足總盃及聯賽盃均有南華奪得，因此便由上述兩支球隊於球季剛結束時直接以一場過的淘汰賽形式角逐首屆香港亞洲冠軍聯賽資格賽，最後，晨曦以1比0擊敗南華，奪得代表香港的資格(及後晨曦放棄代表資格，最後由南華補上參賽)。
於2012-13球季，香港超級聯賽季後附加賽正式舉行，賽事設立的目的同樣是為了增加角逐亞洲盃賽參賽資格的競爭性，並增加各大盃賽的競賽意義。
當時參賽球隊包括香港足球盃賽的各隊冠軍，以及香港頂級足球聯賽中冠軍以外名次較高的球隊。季後附加賽的冠軍球隊可晉身下一季亞洲聯賽冠軍盃外圍賽第二圈的參賽資格，同時會於下一季度與超級聯賽冠軍競逐社區盃。
隨著亞洲足協只承認聯賽冠軍及指定盃賽冠軍參加亞洲賽，季後附加賽於2017-18球季起停辦。原屬於季後附加賽冠軍之亞洲賽參賽資格，則會由足總盃冠軍取得。

## 歷史
首屆季後附加賽於2012–13球季舉行，當時的頂級聯賽為香港甲組足球聯賽。該聯賽的亞軍和季軍，連同高級組銀牌和足總盃這兩項盃賽的冠軍，均獲得參加季後附加賽的資格，聯賽冠軍則獲得亞洲賽事直接參賽資格。
2014–15球季復辦聯賽盃，本賽事參賽資格改為應屆香港超級聯賽亞軍、高級組銀牌冠軍、足總盃冠軍及聯賽盃冠軍。

## 賽制
合資格參加季後附加賽的四支球隊包括：
- 應屆香港超級聯賽亞軍；
- 高級組銀牌冠軍；
- 足總盃冠軍 及
- 聯賽盃冠軍[註 1]

如果聯賽冠軍或亞軍球隊同時贏得高級組銀牌、足總盃或聯賽盃任何一個盃賽錦標，原來的參賽席位將由聯賽較佳成績的隊伍遞補。2015-16球季新增的菁英盃冠軍不會獲得參賽資格，需通過上述途徑贏取參賽資格。
四支參賽球隊直接以淘汰賽形式角逐錦標。若雙方於正式 90 分鐘內賽和，將進行 30 分鐘加時賽，若依然未能分出勝負，會以互射十二碼方法來決定勝負。

## 歷屆冠軍
| 年度    | 頂級聯賽冠軍 | 附加賽冠軍 | 決賽賽果                | 附加賽亞軍 | 決賽場地   | 入場人次 |
| ------- | ------------ | ---------- | ----------------------- | ---------- | ---------- | -------- |
| 2012–13 | 南華         | 傑志       | 3 - 0                   | 屯門       | 旺角大球場 | 1,576    |
| 2013–14 | 傑志         | 南華       | 1 - 0                   | 東方沙龍   | 旺角大球場 | 4,077    |
| 2014–15 | 傑志         | 南華       | 1 – 1 （十二碼：4 - 2） | YFC澳滌    | 旺角大球場 | 2,492    |
| 2015–16 | 東方         | 傑志       | 2 – 0                   | 冠忠南區   | 旺角大球場 | 1,495    |
| 2016–17 | 傑志         | 東方龍獅   | 3 - 0                   | 冠忠南區   | 旺角大球場 | 2,193    |

## 奪冠次數
| 球隊     | 次數 | 年度             |
| -------- | ---- | ---------------- |
| 南華     | 2    | 2013–14，2014–15 |
| 傑志     | 2    | 2012–13，2015–16 |
| 東方龍獅 | 1    | 2016–17          |

## 備註
1. ↑  當屆若沒有舉辦聯賽盃，聯賽季軍獲得參賽資格。
2. 1 2  該年度的香港甲組足球聯賽冠軍。當時超級聯賽尚未舉辦，頂級聯賽為甲組足球聯賽。

## 外部連結
- 香港足球總會官方網站 （繁體中文）